# 贡萨罗思想

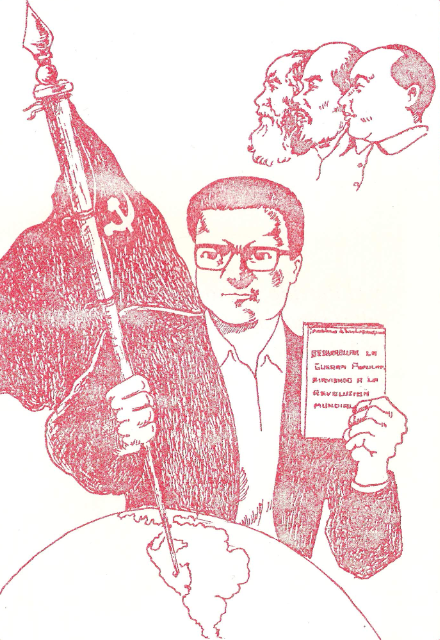
秘鲁共产党 (光辉道路)的宣传海报，称阿维马埃尔·古斯曼是“马克思主义的第四把剑”。

贡萨罗思想（西班牙語：Pensamiento Gonzalo），又称马克思列宁毛主义贡萨罗思想、贡萨罗主义，是秘鲁革命家阿维马埃尔·古斯曼（化名贡萨罗）基于马克思列宁毛主义对秘鲁现实的解读而发展出的一种意识形态学说。
贡萨罗思想属于反修正主义，是秘鲁共产党 (光辉道路)的意识形态基础，并引发了1980年—2000年的秘鲁内部冲突。该思想基于卡尔·马克思、弗拉基米尔·列宁、毛泽东和何塞·卡洛斯·马里亚特吉的哲学综合。术语“贡萨罗思想”来源于阿维马埃尔·古斯曼的化名“贡萨罗”，他的追随者称他是“马克思主义的第四把剑”，是马克思、列宁和毛泽东之后的直接继承者。
虽然贡萨罗思想最初是通过对秘鲁现实的马克思主义分析而提出，但现已扩展到文化、社会和语言领域，并成为国外一些革命组织的意识形态基础。
贡萨罗思想被认为是反民主和威权主义的，其追随者通过“持久人民战争”的理论实践这一思想，并经常使用恐怖手段，以求实现建立新民主主义人民共和国的目标。
1992年阿维马埃尔·古斯曼被捕后，多个派系声称继续坚持贡萨罗思想（其中包括红色道路和争取大赦和基本权利运动），而光辉道路的一些领导人，如何塞同志（维克多·奎斯佩·帕洛米诺），则完全放弃贡萨罗思想，转而采纳其他意识形态，甚至投身毒品贩运。